# Veratrum micranthum
Veratrum micranthum är en nysrotsväxtart som beskrevs av Fa Tsuan Wang och Tang. Veratrum micranthum ingår i släktet nysrötter, och familjen nysrotsväxter. Inga underarter finns listade.